# Бојан Кнежевић (фудбалер, 1989)
Бојан Кнежевић (Београд, 13. априла 1989) српски је фудбалски голман, који тренутно наступа за Коканд 1912.